# Klaus Kokott
Klaus Kokott (* 11. Februar 1943) ist ein ehemaliger deutscher Fußballspieler. Der Abwehrspieler hat von 1966 bis 1971 in der Fußball-Regionalliga Südwest, der damals zweithöchsten deutschen Fußballklasse, bei Eintracht Trier 90 Ligaspiele absolviert und ein Tor erzielt.

## Laufbahn
Zuvor hatte er in der Jugend bei Rot-Weiß Oberhausen und Rot-Weiss Essen gespielt. Jugend Auswahlspieler. Weitere Stationen im Seniorenbereich waren die Essener Vereine TuS Helene 28 und BV Altenessen.
Am 13. November 1966 debütierte der Verteidiger beim 3:3-Auswärtsremis gegen den FC Homburg als rechter Außenläufer bei Trier in der Regionalliga Südwest. Mit Spielern wie Josef Hehl (Torhüter), Willi Haag, Wolfgang Schwierzke, Lothar Kleim, Peter Scholtes, Paul Pidancet, Rainer Schönwälder und Klaus Konieczka belegte die Eintracht am Rundenende den fünften Rang.  Beim 3:0-Heimerfolg gegen Mühlheim erzielte Kokott am 4. Mai 1968 sein einziges Regionalligator. Seine höchste Einsatzzahl erreichte der Verteidiger in der Saison 1968/69 unter Trainer Jovan Gajic, als er an der Seite von Torhüter Karl-Heinz Schröder, Juan Carlos Borteiro, Paul Pidancet und Petar Mijatovic alle 30 Ligaspiele absolvierte.
Sein letzter Regionalligaeinsatz datiert vom 9. Mai 1971, als Trier bei Wormatia Worms mit einem 2:2-Remis einen Punkt eroberte. Für den späteren Lauterer Torjäger und Nationalspieler Klaus Toppmöller war es das erste Regionalligajahr, wo er in 30 Einsätzen elf Tore erzielte. 
Nach seiner aktiven Laufbahn trainierte Kokott die zweite Mannschaft von Eintracht Trier sowie den FC Bitburg, die SG Prüm und den VfL Trier.